# 쿠루쉬 데부

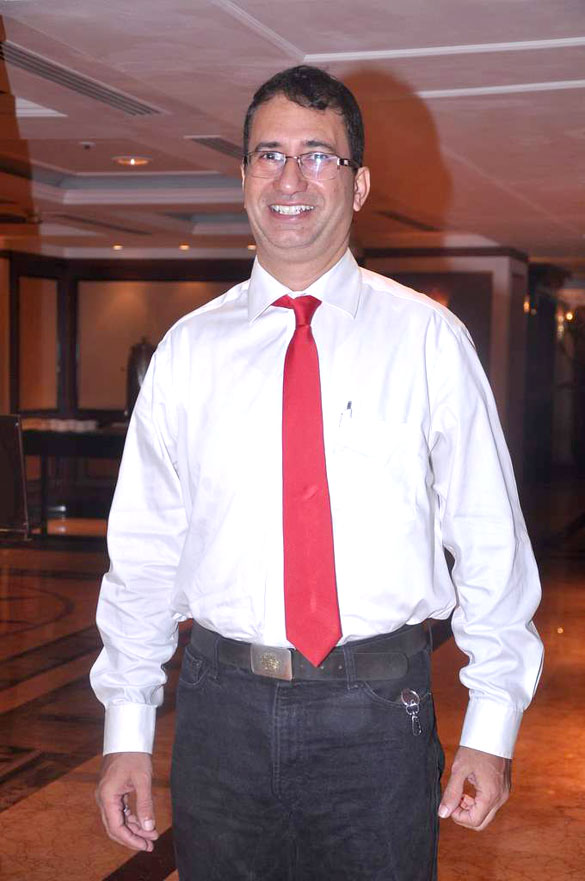

쿠루쉬 데부(Kurush Deboo, 1963년 9월 12일 ~ )는 인도의 배우, 텔레비전 배우이다.
뭄바이에서 태어났다.

## 영화
- 부스나스 리턴 (2014년)
- 원스 어폰 어 타임 인 뭄바이 2 (2013년)
- 시린 파하드 키 토 니칼 파디 (2012년)
- 찬스 페 댄스 (2009년)
- 리틀 지조 (2008년)
- 아프네 (2007년)
- 다마알 (2007년)
- 계속해요, 문나 형님 (2006년)
- 비웨어 (2005년)
- 3 페이지 (2005년)
- 문나 형님, 의대에 가다 (2003년)
- 서치 어 롱 저니 (1998년)
- 때론 그렇고 때론 아니야 (1993년)